# Dupuytrens kontraktur
Dupuytrens kontraktur, även kallad Vikingasjukan, är en ärftlig bindvävssjukdom där bindvävssträngar tjocka som blyertspennor bildas i handflatan så att böjsenorna förlorar sin elasticitet vilket kröker fingrarna. Sjukdomen drabbar i regel handens ulnarsida, alltså lill- och ringfinger först och kan vid progression likna "klohanden" som dock uppstår efter förlorad muskel-nervkontakt vid ulnarisnervskada. Sjukdomen beror på en onormal inlagring av kollagen i bindväven.
Vikingasjukan är vanligast i Norden och åtta procent av befolkningen i Sverige beräknas ha den. 70 procent av de drabbade har den i släkten och det är 50 procents risk att barn ärver sjukdomen från sina föräldrar. Sjukdomen är sex gånger vanligare hos män än kvinnor och drabbar var femte man över 60 år, men kan i vissa fall debutera tidigare.

## Behandling
Behandling av sjukdomen anses aktuell vid ungefär 30 graders sträckdefekt i knogen (MCP-led) eller första mellanfingerleden (PIP-led). En av anledningarna är att man inte vill börja behandla tidigare är att behandlingsmetoderna enligt beprövad erfarenhet anses kunna accelerera sjukdomsförloppet. Traditionellt har behandling bestått av kirurgi med klyvning av och resektion av angripna strukturer.  Mer moderna metoder involverar klyvning av senskidor med en grov nål efter lokalbedövning (nålfasciotomi) eller injektion av ett enzym i fingrets bindväv som löser upp bindväven så att den blir så skör att man kan bryta tillbaka fingret.

## Sjukdomens historia
Sjukdomen namnades av Guillaume Dupuytren (1777-1835), chefskirurg på Hôtel-Dieu de Paris år 1831. Sjukdomen hade varit känd tidigare och beskrevs bland annat av Felix Platter redan 1614. Astley Cooper och Henry Cline beskrev också tillståndet i början av 1800-talet, men betraktade det som inoperabelt. Dupuytren opererade två patienter 1831 med tvärgående snitt och efterföljande behandling med handskena, enligt operatören återfick de god funktion i handen, både vad gäller böjfunktion och sträckfunktion.